# David Pel
David Pel (Amstelveen, 9 juli 1991) is een Nederlands tennisser. Pel bereikte zijn hoogste positie op de ATP-wereldranglijst in oktober 2023 als nummer 70 van het mannendubbelspel.

## Carrière
Pel speelde aan de zijde van zijn landgenoot Sander Arends in 2021 twee ATP-finales, ze wonnen de ATP Båstad tegen Andre Begemann en Albano Olivetti. Hij won daarnaast ook negentien challenger-toernooien. 
In 2021 maakte Pel zijn debuut op Roland Garros en Wimbledon. Beide toernooien werden de eerste ronden verloren. 
In 2023 keerde Pel terug op een grandslamtoernooi op Wimbledon door het mannendubbelspel met Reese Stalder aan te treden tegen Corentin Moutet en Constant Lestienne – zij wonnen met 6-3, 6-2. In de tweede ronde wonnen Pel en zijn partner van Nicolas Mahut en Lloyd Glasspool (6-4, 3-6, 6-7). In de derde ronde verloren Pel en Stalder van Rohan Bopanna en Matthew Ebden (5-7, 6-4, 6-7).

## Palmares
| Legenda               |
| --------------------- |
| Grand Slam            |
| Olympische Spelen     |
| ATP Finals            |
| ATP Tour Masters 1000 |
| ATP Tour 500          |
| ATP Tour 250          |

### Enkelspel
geen finales

### Mannendubbelspel
| Nr.                  | Datum             | Toernooi             | Ondergrond    | Partner           | Tegenstander in finale              | Score            |         |
| -------------------- | ----------------- | -------------------- | ------------- | ----------------- | ----------------------------------- | ---------------- | ------- |
| gewonnen finales     |                   |                      |               |                   |                                     |                  |         |
| 1.                   | 18 juli 2021      | ATP Båstad           | Gravel        | Sander Arends     | Andre Begemann Albano Olivetti      | 6-4, 6-2         | details |
| verloren finales     |                   |                      |               |                   |                                     |                  |         |
| 1.                   | 14 maart 2021     | ATP Marseille        | Hardcourt (i) | Sander Arends     | Lloyd Glasspool Harri Heliövaara    | 5-7, 6-7         | details |
| gewonnen challengers |                   |                      |               |                   |                                     |                  |         |
| 1.                   | 2 juli 2017       | Milaan               | Gravel        | Tomasz Bednarek   | Filippo Baldi Omar Giacalone        | 6-1, 6-1         |         |
| 2.                   | 20 mei 2018       | Heilbronn            | Gravel (i)    | Rameez Junaid     | Kevin Krawietz Andreas Mies         | 6-2, 2-6, [10-7] |         |
| 3.                   | 7 oktober 2018    | Florence             | Gravel        | Rameez Junaid     | Filippo Baldi Salvatore Caruso      | 7-5, 3-6, [10-7] |         |
| 4.                   | 28 juli 2019      | Tampere              | Gravel        | Sander Arends     | Iwan Nedelko Alexander Schurbin     | 6-0, 6-2         |         |
| 5.                   | 3 augustus 2019   | Segovia              | Gravel        | Sander Arends     | Orlando Luz Felipe Meligeni Alves   | 6-4, 7-6         |         |
| 6.                   | 30 augustus 2019  | Mallorca             | Hardcourt     | Sander Arends     | Karol Drzewiecki Szymon Walków      | 7-5, 6-4         |         |
| 7.                   | 23 februari 2020  | Koblenz              | Hardcourt (i) | Sander Arends     | Julian Lenz Yannick Maden           | 7-6, 7-6         |         |
| 8.                   | 30 augustus 2020  | Praag                | Gravel        | Sander Arends     | André Göransson Gonçalo Oliveira    | 7-5, 7-6         |         |
| 9.                   | 25 oktober 2020   | Ismaning             | Tapijt        | Andre Begemann    | Alex Lawson Lloyd Glasspool         | 5-7, 7-6, [10-4] |         |
| 10.                  | 24 januari 2021   | Istanboel            | Hardcourt (i) | André Göransson   | Lloyd Glasspool Harri Heliövaara    | 4-6, 6-3, [10-8] |         |
| 11.                  | 4 april 2022      | Saint-Brieuc         | Hardcourt (i) | Sander Arends     | Jonathan Eysseric Robin Haase       | 6-3, 6-3         |         |
| 12.                  | 8 mei 2022        | Mauthausen           | Gravel        | Sander Arends     | Johannes Härteis Benjamin Hassan    | 6-4, 6-3         |         |
| 13.                  | 14 augustus 2022  | Meerbusch            | Gravel        | Szymon Walków     | Neil Oberleitner Philipp Oswald     | 7-5, 6-1         |         |
| 14.                  | 18 september 2022 | Rennes               | Hardcourt (i) | Jonathan Eysseric | Dan Added Albano Olivetti           | 6-4, 6-4         |         |
| 15.                  | 9 oktober 2022    | Mouilleron-le-Captif | Hardcourt (i) | Sander Arends     | Purav Raja Divij Sharan             | 6-7, 7-6, [10-6] |         |
| 16.                  | 14 januari 2023   | Oeiras               | Hardcourt (i) | Sander Arends     | Patrik Niklas-Salminen Bart Stevens | 6-3, 7-6         |         |
| 17.                  | 12 maart 2023     | Lugano               | Hardcourt (i) | Zizou Bergs       | Constantin Frantzen Hendrik Jebens  | 6-2, 7-6         |         |

## Resultaten grote toernooien
| Legenda | Legenda                          |
| ------- | -------------------------------- |
| g.t.    | geen toernooi gehouden           |
| l.c.    | lagere categorie                 |
| –       | niet deelgenomen                 |
| G       | uitgeschakeld in de groepsfase   |
| 1R      | uitgeschakeld in de eerste ronde |
| 2R      | uitgeschakeld in de tweede ronde |
| 3R      | uitgeschakeld in de derde ronde  |
| 4R      | uitgeschakeld in de vierde ronde |
| KF      | uitgeschakeld in de kwartfinale  |
| HF      | uitgeschakeld in de halve finale |
| F       | de finale verloren               |
| W       | het toernooi gewonnen            |
| w-v     | winst/verlies-balans             |

### Enkelspel
geen deelname

### Mannendubbelspel
| toernooi            | 2021 | 2022 | 2023 | 2024 | 2025 |
| ------------------- | ---- | ---- | ---- | ---- | ---- |
| Grandslamtoernooien |      |      |      |      |      |
| Australian Open     | –    | –    | –    | –    | 1R   |
| Roland Garros       | 1R   | –    | –    | 1R   | 2R   |
| Wimbledon           | 1R   | –    | 3R   | –    | F    |
| US Open             | –    | –    | 1R   | –    |      |